# Aureliana wettsteiniana
Aureliana wettsteiniana är en potatisväxtart som först beskrevs av Witas., och fick sitt nu gällande namn av A.T. Hunziker och G.E. Barboza. Aureliana wettsteiniana ingår i släktet Aureliana och familjen potatisväxter. Inga underarter finns listade i Catalogue of Life.